# Timofei Kalachev
Bản mẫu:Eastern Slavic name
Timofei Sergeyevich Kalachev (tiếng Belarus: Цімафей Сяргеевiч Калачоў, Tsimafei Syarheyevich Kalachou, tiếng Nga: Тимофей Сергеевич Калачёв; sinh ngày 1 tháng 5 năm 1981) là một cầu thủ bóng đá người Belarus. Anh thi đấu ở vị trí tiền vệ chạy cánh phải hay tiền vệ phải cho F.K. Rostov và đội tuyển quốc gia Belarus.

## Sự nghiệp

### Câu lạc bộ
Kalachev ký hợp đồng 5 năm với đội bóng Ukraina Shakhtar Donetsk từ Shakhtyor Soligorsk của Belarus vào tháng 1 năm 2004.
Sau đó anh ký bản hợp đồng 3 năm cùng với FC Krylya Sovetov Samara vào tháng 1 năm 2008. Năm 2010, Kalachev ký hợp đồng với câu lạc bộ khác tại Giải bóng đá ngoại hạng Nga – Rostov.

### Quốc tế
Kalachev làm đội trưởng của đội tuyển quốc gia Belarus từ tháng 3 năm 2014 đến tháng 3 năm 2015.

## Đời sống cá nhân
Anh trai của Kalachev, Dzmitry Kalachow cũng là một cầu thủ bóng đá.
Bố của anh là người Belarus, trong khi mẹ anh là người gốc Nga

## Thống kê sự nghiệp

### Thống kê sự nghiệp
Tính đến 13 tháng 5 năm 2018
| Câu lạc bộ                   | Mùa giải             | Giải vô địch                    | Giải vô địch | Giải vô địch | Cúp     | Cúp       | Châu lục | Châu lục  | Khác    | Khác      | Tổng cộng | Tổng cộng |
| Câu lạc bộ                   | Mùa giải             | Hạng đấu                        | Số trận      | Bàn thắng    | Số trận | Bàn thắng | Số trận  | Bàn thắng | Số trận | Bàn thắng | Số trận   | Bàn thắng |
| ---------------------------- | -------------------- | ------------------------------- | ------------ | ------------ | ------- | --------- | -------- | --------- | ------- | --------- | --------- | --------- |
| FC Dnepr-2 Mogilev           | 1998                 | Belarusian Second League        | 18           | 1            | 0       | 0         | –        | –         | –       | –         | 18        | 1         |
| FC Veino-Dnepr Mogilev raion | 1999                 | Belarusian First League         | 22           | 4            | 0       | 0         | –        | –         | –       | –         | 22        | 4         |
| FC Dnepr-2 Mogilev           | 2000                 | Nghiệp dư                       | 4            | 1            | 0       | 0         | –        | –         | –       | –         | 4         | 1         |
| FC Dnepr-2 Mogilev           | Tổng cộng (2 spells) | Tổng cộng (2 spells)            | 22           | 2            | 3       | 0         | 0        | 0         | 0       | 0         | 22        | 2         |
| FC Dnepr-Transmash Mahilyow  | 2000                 | Giải bóng đá ngoại hạng Belarus | 27           | 7            | 0       | 0         | 4        | 1         | –       | –         | 31        | 8         |
| FC Dnepr-Transmash Mahilyow  | 2001                 | Giải bóng đá ngoại hạng Belarus | 22           | 1            | 0       | 0         | –        | –         | –       | –         | 22        | 1         |
| FC Dnepr-Transmash Mahilyow  | 2002                 | Giải bóng đá ngoại hạng Belarus | 25           | 3            | 0       | 0         | –        | –         | –       | –         | 25        | 3         |
| FC Dnepr-Transmash Mahilyow  | Tổng cộng            | Tổng cộng                       | 74           | 11           | 0       | 0         | 4        | 1         | 0       | 0         | 78        | 12        |
| FC Shakhtyor Soligorsk       | 2003                 | Giải bóng đá ngoại hạng Belarus | 30           | 5            | 0       | 0         | 4        | 2         | –       | –         | 34        | 7         |
| FC Shakhtar Donetsk          | 2003–04              | Giải bóng đá ngoại hạng Ukraina | 2            | 0            | 1       | 0         | 0        | 0         | –       | –         | 3         | 0         |
| FC Illychivets Mariupol      | 2003–04              | Giải bóng đá ngoại hạng Ukraina | 3            | 0            | 0       | 0         | –        | –         | –       | –         | 3         | 0         |
| FC Shakhtar Donetsk          | 2004–05              | Giải bóng đá ngoại hạng Ukraina | 0            | 0            | 0       | 0         | 0        | 0         | –       | –         | 0         | 0         |
| FC Shakhtar Donetsk          | Tổng cộng (2 spells) | Tổng cộng (2 spells)            | 2            | 0            | 1       | 0         | 0        | 0         | 0       | 0         | 3         | 0         |
| FC Shakhtar-2 Donetsk        | 2004–05              | Ukrainian First League          | 5            | 1            | –       | –         | –        | –         | –       | –         | 5         | 1         |
| F.K. Khimki                  | 2005                 | FNL                             | 28           | 3            | 7       | 0         | –        | –         | –       | –         | 35        | 3         |
| F.K. Rostov                  | 2006                 | Giải bóng đá ngoại hạng Nga     | 28           | 2            | 0       | 0         | –        | –         | –       | –         | 28        | 2         |
| F.K. Rostov                  | 2007                 | Giải bóng đá ngoại hạng Nga     | 27           | 2            | 5       | 0         | –        | –         | –       | –         | 32        | 2         |
| F.K. Krylia Sovetov Samara   | 2008                 | Giải bóng đá ngoại hạng Nga     | 6            | 1            | 0       | 0         | –        | –         | –       | –         | 6         | 1         |
| F.K. Krylia Sovetov Samara   | 2009                 | Giải bóng đá ngoại hạng Nga     | 26           | 5            | 0       | 0         | 2        | 0         | –       | –         | 28        | 5         |
| F.K. Krylia Sovetov Samara   | Tổng cộng            | Tổng cộng                       | 32           | 6            | 0       | 0         | 2        | 0         | 0       | 0         | 34        | 6         |
| F.K. Rostov                  | 2010                 | Giải bóng đá ngoại hạng Nga     | 17           | 2            | 1       | 0         | –        | –         | –       | –         | 18        | 2         |
| F.K. Rostov                  | 2011–12              | Giải bóng đá ngoại hạng Nga     | 31           | 4            | 4       | 0         | –        | –         | –       | –         | 35        | 4         |
| F.K. Rostov                  | 2012–13              | Giải bóng đá ngoại hạng Nga     | 21           | 3            | 3       | 0         | –        | –         | 1       | 0         | 25        | 3         |
| F.K. Rostov                  | 2013–14              | Giải bóng đá ngoại hạng Nga     | 26           | 6            | 3       | 0         | –        | –         | –       | –         | 29        | 6         |
| F.K. Rostov                  | 2014–15              | Giải bóng đá ngoại hạng Nga     | 25           | 1            | 0       | 0         | 2        | 0         | 3       | 0         | 30        | 1         |
| F.K. Rostov                  | 2015–16              | Giải bóng đá ngoại hạng Nga     | 22           | 0            | 0       | 0         | –        | –         | –       | –         | 22        | 0         |
| F.K. Rostov                  | 2016–17              | Giải bóng đá ngoại hạng Nga     | 25           | 0            | 0       | 0         | 12       | 0         | –       | –         | 37        | 0         |
| F.K. Rostov                  | 2017–18              | Giải bóng đá ngoại hạng Nga     | 25           | 4            | 0       | 0         | –        | –         | –       | –         | 25        | 4         |
| F.K. Rostov                  | Tổng cộng (2 spells) | Tổng cộng (2 spells)            | 247          | 24           | 16      | 0         | 14       | 0         | 4       | 0         | 281       | 24        |
| Tổng cộng sự nghiệp          | Tổng cộng sự nghiệp  | Tổng cộng sự nghiệp             | 465          | 56           | 24      | 0         | 24       | 3         | 4       | 0         | 517       | 59        |

### Quốc tế
| Đội tuyển quốc gia Belarus | Đội tuyển quốc gia Belarus | Đội tuyển quốc gia Belarus |
| Năm                        | Số trận                    | Bàn thắng                  |
| -------------------------- | -------------------------- | -------------------------- |
| 2004                       | 1                          | 0                          |
| 2005                       | 8                          | 0                          |
| 2006                       | 10                         | 1                          |
| 2007                       | 10                         | 1                          |
| 2008                       | 1                          | 0                          |
| 2009                       | 9                          | 5                          |
| 2010                       | 4                          | 0                          |
| 2011                       | 9                          | 0                          |
| 2012                       | 0                          | 0                          |
| 2013                       | 8                          | 1                          |
| 2014                       | 7                          | 1                          |
| 2015                       | 3                          | 1                          |
| 2016                       | 5                          | 0                          |
| Tổng cộng                  | 75                         | 10                         |

Thống kê chính xác tính đến trận đấu diễn ra ngày 10 tháng 10 năm 2016

### Bàn thắng quốc tế
| #  | Ngày                 | Địa điểm                                               | Đối thủ       | Tỉ số | Kết quả | Giải đấu                                     |
| -- | -------------------- | ------------------------------------------------------ | ------------- | ----- | ------- | -------------------------------------------- |
| 1  | 2 tháng 9 năm 2006   | Sân vận động Dynama, Minsk, Belarus                    | Albania       | 1–0   | 2–2     | Euro 2008 qualifier                          |
| 2  | 24 tháng 3 năm 2007  | Sân vận động Josy Barthel, Luxembourg City, Luxembourg | Luxembourg    | 1–0   | 2–1     | Euro 2008 qualifier                          |
| 3  | 1 tháng 4 năm 2009   | Sân vận động Trung tâm Almaty, Almaty, Kazakhstan      | Kazakhstan    | 2–1   | 5–1     | Vòng loại Giải vô địch bóng đá thế giới 2010 |
| 4  | 1 tháng 4 năm 2009   | Sân vận động Trung tâm Almaty, Almaty, Kazakhstan      | Kazakhstan    | 4–1   | 5–1     | Vòng loại Giải vô địch bóng đá thế giới 2010 |
| 5  | 6 tháng 6 năm 2009   | Sân vận động Neman, Grodno, Belarus                    | Andorra       | 2–0   | 5–1     | Vòng loại Giải vô địch bóng đá thế giới 2010 |
| 6  | 10 tháng 10 năm 2009 | Regional Sport Complex Brestskiy, Brest, Belarus       | Kazakhstan    | 2–0   | 4–0     | Vòng loại Giải vô địch bóng đá thế giới 2010 |
| 7  | 10 tháng 10 năm 2009 | Regional Sport Complex Brestskiy, Brest, Belarus       | Kazakhstan    | 4–0   | 4–0     | Vòng loại Giải vô địch bóng đá thế giới 2010 |
| 8  | 10 tháng 9 năm 2013  | Sân vận động Trung tâm, Gomel, Belarus                 | Pháp          | 2–1   | 2–4     | World Cup 2014 qualifier                     |
| 9  | 12 tháng 10 năm 2014 | Borisov Arena, Barysaw, Belarus                        | Slovakia      | 1–1   | 1–3     | Vòng loại Euro 2016                          |
| 10 | 27 tháng 3 năm 2015  | Philip II Arena, Skopje, Macedonia                     | Bắc Macedonia | 1–1   | 2–1     | Vòng loại Euro 2016                          |

## Danh hiệu

### Câu lạc bộ
Rostov
- Cúp quốc gia Nga: 2013–14

F.K. Khimki
- Cúp quốc gia Nga Á quân: 2004–05